# Урбан III (папа)
Папа Урбан III (на латински: Urbanus.PP.III), роден Уберто Кривели (на италиански: Uberto Crivelli) е глава на Католическата църква, 172-рия папа в Традиционното броене.